# Typ 97 150-mm-Infanterie-Mörser
Der Typ 97 150-mm-Infanterie-Mörser (jap. 九七式中迫撃砲, Kyūnana-shiki chūhakugekihō) war ein Mörser, der vom Kaiserlich Japanischen Heer im Zweiten Japanisch-Chinesischen Krieg und im Pazifikkrieg von 1937 bis 1945 eingesetzt wurde. Die Bezeichnung Typ 97 deutet dabei auf das Jahr der Truppeneinführung, das Jahr Kōki 2597 bzw. 1937 nach gregorianischem Kalender, hin.

## Geschichte
1937 wurde der Typ 97 150-mm-Infanterie-Mörser als Nachfolger des Typ 96 150-mm-Infanterie-Mörsers in zwei verschiedenen Ausführungen eingeführt: einer Version mit kurzem und einer mit langem Rohr. Der Vorderlader-Mörser mit kurzem Rohr wog 232 kg und der mit langem Rohr 342 kg und war damit nur zirka halb so schwer wie sein Vorgänger. Der Typ 97 war ein Glattrohr-Mörser, der im Steilfeuer hochexplosive Granaten mit einem Gewicht von 23,8 kg verschießen konnte. Die Granaten hatten einen Explosionsradius von ca. 20 Metern, wobei Granatsplitter bis zu 30 Meter weit geschleudert werden konnten. Während der Schlacht um die Palau-Inseln war auf Peleliu mindestens ein Typ 97 150-mm-Infanterie-Mörser in einer Bunkerstellung im Einsatz.

## Technische Daten
- Kaliber: 150,5 mm
- Geschützlänge:
  - Lang: 1,935 m
  - Kurz: 1,395 m
- Höhenrichtbereich: +45° bis +80°
- Geschützgewicht:
  - Lang: 342 kg
  - Kurz: 232,5 kg
- Geschossgewicht: 23,8 kg

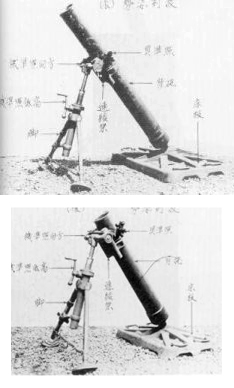
Oben: Typ 97 mit langem Lauf
Unten: Typ 97 mit kurzem Lauf

- Mündungsgeschwindigkeit V0 = 212 m/s
- Maximale Reichweite: 3900
- Produzierte Anzahl: 110